# Историята на Исус за деца
„Историята на Исус за деца“ (на английски: The Story of Jesus for Children) е американски библейски филм от 2000 г. на режисьора Джон Шмидт. Той е съкратена адаптация по оригиналната версия на филма „Исус“ през 1979 г. на режисьорите Питър Сайкс и Джон Криш. Премиерата му е издадена директно на видео от 6 март 2000 г. в Съединените щати от „Инспирейшънъл Филмс“.

## В България
В България филмът излиза по кината през март 2006 г. и е разпространен от „Агапе България“. По-късно е издаден на DVD.

### Нахсинхронен дублаж
| Роля                | Изпълнител |
| ------------------- | --- |
| Исус                | Венцислав Кисьов |
| Вениамин            | Венета Зюмбюлева |
| Йоил                | Елена Русалиева |
| Сара                | Силвия Русинова |
| Йонатан             | Даниел Цочев |
| Майката на Вениамин | Таня Димитрова |
| Ангел Гавраил       | Марин Янев |
| Анна                | Марин Янев |
| Мария               | Милена Живкова |
| Петър               | Кристиян Фоков |
| Други гласове       | Ани Бакалова Антоний Генов Веселин Ранков Здравко Димитров Кристиян Фоков Марин Янев Милена Живкова Петър Петров Симеон Владов Тодор Николов Цанко Тасев |